# Prasinocyma isorrhopia
Prasinocyma isorrhopia là một loài bướm đêm trong họ Geometridae.